# Koukolná (odbočka)
Koukolná (nebo též Odb Koukolná) je odbočka, která se nachází v km 337,825 trati Bohumín–Čadca mezi stanicemi Dětmarovice a Karviná hlavní nádraží. V odbočce odbočuje spojka do odbočky Závada na trati Dětmarovice–Zebrzydowice, která umožňuje jízdu mezi stanicemi Petrovice u Karviné a Karviná hlavní nádraží bez potřeby úvrati v Dětmarovicích. Nachází se na katastrálním území Koukolná a leží u stejnojmenné části obce Dětmarovice.
Stejný název nesla kdysi železniční zastávka, která se nacházela oproti dnešní odbočce blíže k Bohumínu (u přejezdu na karvinském zhlaví Dětmarovic). Zastávka byla v provozu od roku 1937, v roce 1963 byla v rámci výstavby nové trasy Košicko-bohumínské dráhy zlikvidována.

## Popis odbočky
Odbočka je vybavena elektronickým stavědlem ESA 11. Odbočka je dálkově ovládána u CDP Přerov nebo z Dětmarovic, místní obsluha není možná. V odbočce jsou celkem čtyři výhybky (dvě na spojce mezi traťovými kolejemi trati Dětmarovice - Karviná hl. n., jedna směrem na spojku a jedna na odvratnou kolej ze spojky), které jsou vybaveny elektromotorickým přestavníkem a ohřevem v zimním období. Jízda vlaků do/ze všech sousedních dopraven je zabezpečena trojznakovým obousměrným automatickým blokem. Odbočka je kryta pěti vjezdovými návěstidly: 1KL a 2KL od Karviné hl. n., 
1BS a 2BS od Dětmarovic a ZS od Závady.